# Kendrys Morales
Kendrys Morales Rodríguez (Fomento, 20 de junho de 1983) é um ex-jogador de beisebol cubano que atuava como primeira-base. Foi campeão da World Series como rebatedor designado do Kansas City Royals em 2015.